# Tufur

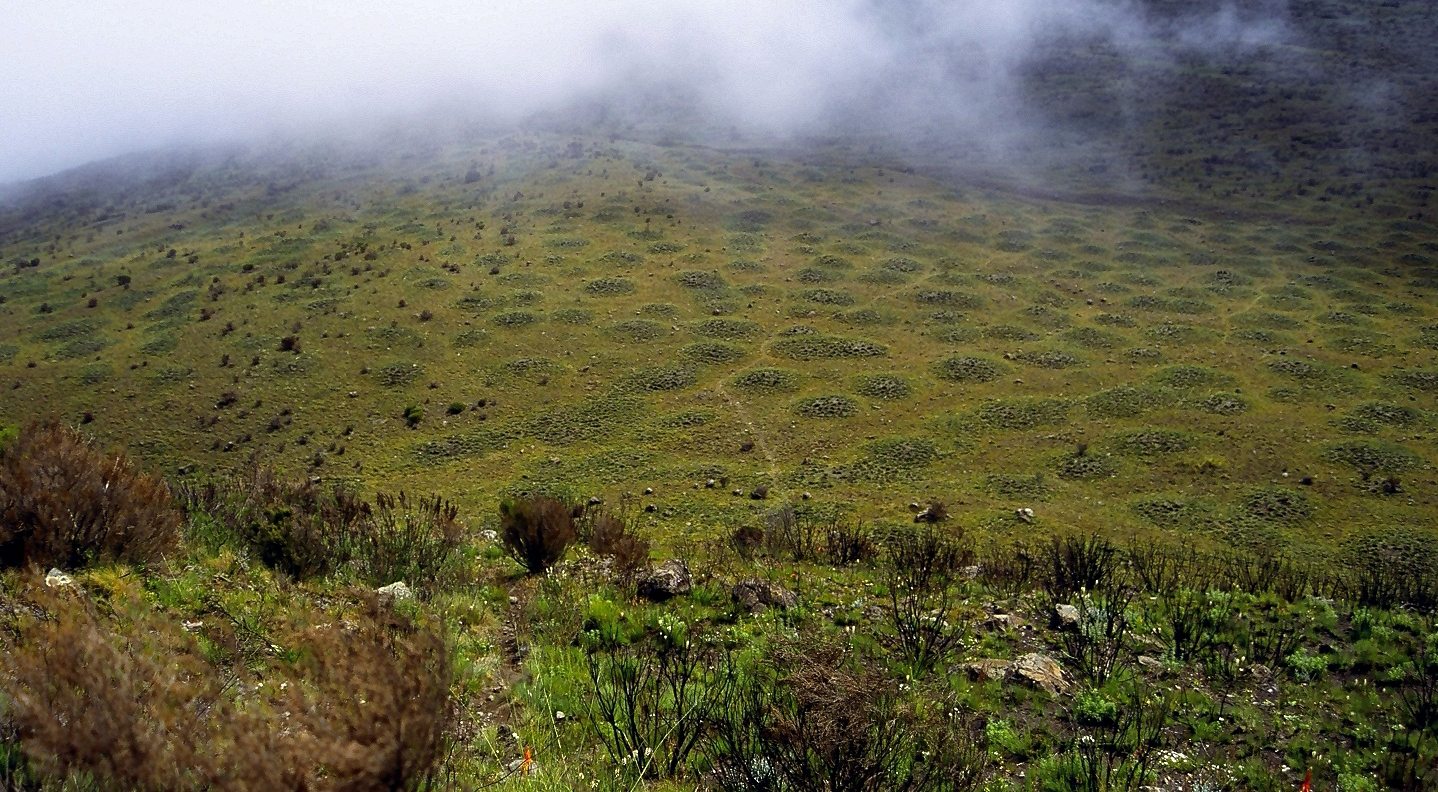
Tufury na górze Kenia

Tufury – pagórki darniowe o średnicy około 2 m (lub mniejszej) i wysokości do 50 cm. Występujące grupowo na stoku górskim o nachyleniu 5-20 stopni, pooddzielane gęstą siecią wąskich rynien. Powstają pod wpływem pęcznienia mrozowego. Zbudowane są z gliny i pokryte zwartą darnią.